# Ataenius longiclavus
Ataenius longiclavus är en skalbaggsart som beskrevs av Rudolph Petrovitz 1970. Ataenius longiclavus ingår i släktet Ataenius och familjen Aphodiidae. Inga underarter finns listade.